# مملكة إسكس
المملكة السكسونية الشرقية (بالإنجليزية القديمة: Ēast Seaxna Rīce؛ باللاتينية: Regnum Orientalium Saxonum) أو مملكة إسكس (بالإنجليزية: Kingdom of Essex) كما يُشار إليها حاليًا، كانت إحدى الممالك السبعة لإنجلترا الأنجلوسكسونية. تكونت المملكة في القرن السادس وسيطرت على المنطقة التي قُسمت إلى مقاطعات وهي إسكس و‌هارتفوردشير و‌ميدلسكس و‌كنت (لفترة قصيرة). ملوك إسكس كثيرًا ما كانوا خاضعين للأسياد الأجانب. آخر ملوك إسكس سيغرد تنازل عن المملكة لإغبرت ملك وسكس.